# Hugo von Bosch

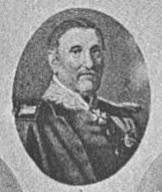
Hugo von Bosch

Hugo Ritter von Bosch (2 de enero de 1782 - 7 de agosto de 1865) fue teniente general bávaro y sirvió dos veces como Ministro de Guerra en el reinado de Maximiliano II de Baviera.

## Biografía
Bosch nació en Schillingsfürst. Sirvió como oficial en el Condado de Hohenlohe-Schillingsfürst después de 1795, antes de ser comisionado en el Ejército bávaro con el rango de Oberleutnant. Fue promovido a Hauptmann en 1810, a Mayor en 1824, Oberstleutnant en 1834 y Oberst en 1839, antes de ser ascendido a Mayor General y Brigadier en 1844. En los años entre 1849 y 1851 fue comandante de la Fortaleza de la Confederción Germánica en Ulm, la llamada Bundesfestung. En 1852 fue promovido a Teniente General y en 1861 fue nombrado presidente del Auditorio General. Fue ministro de guerra en funciones entre el 11 de diciembre de 1861 y el 20 de enero de 1862, y por segunda vez entre el 11 de julio y el 26 de julio de 1863. Murió en Múnich.